# الدوري الكويتي 1961–62
أقيمت بطولة الدوري الكويتي للمرة الأولى في عام 1961/1962، وقد شارك في هذه البطولة 7 فرق، وقد استطاع نادي العربي أن يحقق لقب البطولة كأول فريق.

## ترتيب الفرق
| الفريق          | لعب | فاز | تعادل | خسر | له | عليه | النقاط |
| --------------- | --- | --- | ----- | --- | -- | ---- | ------ |
| نادي العربي     | 12  | 12  | 0     | 0   | 42 | 10   | 24     |
| نادي القادسية   | 12  | 8   | 1     | 3   | 39 | 17   | 17     |
| نادي الكويت     | 12  | 7   | 0     | 5   | 43 | 24   | 14     |
| ثانوية الشويخ   | 12  | 5   | 0     | 7   | 30 | 33   | 10     |
| الكلية الصناعية | 12  | 4   | 1     | 7   | 39 | 38   | 9      |
| الشرطة          | 12  | 3   | 1     | 8   | 27 | 37   | 7      |
| ثانوية كيفان    | 12  | 1   | 1     | 10  | 12 | 73   | 3      |

## هداف الدوري
- عبد الرحمن الدولة (العربي)

## أرقام من البطولة
- أكثر الفرق تحقيقا للفوز هو نادي العربي حيث فاز في 12 مباراة.
- أقل الفرق تحقيقا للفوز هو ثانوية كيفان بفوز واحد.
- أقل الفرق التي حقق تعادل هم نادي العربي ونادي الكويت وثانوية الشويخ حيث لم يتعادلوا.
- أكثر الفرق تحقيقا للتعادل هم نادي القادسية والكلية الصناعية والشرطة وثانوية كيفان بتعادل واحد.
- أكثر الفرق تعرضا للخسارة هو ثانوية كيفان بعشرة هزائم.
- أقل الفرق تعرضا للخسارة هو نادي العربي حيث لم يهزم.
- أكثر الفرق تسجيلا للأهداف هو نادي الكويت بـ 43 هدف.
- أقل الفرق تسجيلا للأهداف هو ثانوية كيفان بـ 12 هدف.
- أكثر الفرق استقبالًا للأهداف هو ثانوية كيفان بـ 73 هدف.
- أقل الفرق استقبالًا للأهداف هو نادي العربي بـ 10 أهداف.